# Киган, Кевин
Джо́зеф Ке́вин Ки́ган (англ. Joseph Kevin Keegan; род. 14 февраля 1951[…], Армторп, Йоркшир и Хамбер) — английский футболист и тренер, единственный англичанин — двукратный обладатель «Золотого мяча» (1978, 1979). Был игроком и главным тренером национальной сборной Англии.

## Биография

### Клубная карьера
Родился 14 февраля 1951 года в городе Армторп близ Донкастера. В 1968-м начал играть за клуб четвёртого дивизиона «Сканторп Юнайтед».
В 1971 году перешёл в «Ливерпуль» за 39 тысяч фунтов стерлингов. Изначально тренер «красных» Билл Шенкли рассчитывал на Кигана как на полузащитника, однако вскоре перевёл игрока в нападение. Именно на этой позиции Киган и дебютировал в «Ливерпуле» 14 августа 1971 года в матче против «Ноттингем Форест». На 12-й минуте этой игры Кевин забил гол с передачи Тошака, затем заработал пенальти. Всего за годы выступлений за «Ливерпуль» Киган забил ровно 100 мячей в 321-й официальной игре, выигрывал многочисленные трофеи и титулы (три победы в чемпионате, две — в Кубке УЕФА, по одной — в Кубке Англии и Кубке Чемпионов), часто отличаясь именно в финальных матчах. Последний матч Кигана за «Ливерпуль» пришёлся на первый финал клуба в Кубке Чемпионов 1976/77, в этом матче Кевин отдал голевую передачу и заработал пенальти, мёнхенгладбахская «Боруссия» была повержена со счётом 3:1.
В 1977 году немецкий «Гамбург» приобрёл англичанина за 500 тысяч фунтов стерлингов. В бундеслиге играли в более динамичный, быстрый и жёсткий футбол, чем в Англии, поэтому Кигану было непросто адаптироваться к новой обстановке, но он смог это сделать, и, несмотря на некоторые конфликты, стал лидером команды, забил в сезоне 1978/79 17 мячей и получил «Золотой мяч» (хотя Англия и не участвовала в чемпионате мира-1978).
В 1980 году Киган вернулся в Англию в скромный «Саутгемптон». В его составе Кевин в 1982 году второй раз был признан лучшим игроком в Англии.
В 1982 году Киган принял приглашение «Ньюкасла». За два сезона бомбардир забил 48 мячей, причём 2 октября 1982 в матче против «Ротерем Юнайтед» футболист оформил «покер».

### Выступления за сборную
Киган дебютировал за сборную 15 ноября 1972 года в матче против Уэльса в Кардиффе (1:0). Затем последовали ещё два матче против валлийцев. В матче с ними же в 1976 Киган стал капитаном англичан. Англичане не участвовали в чемпионате мира 1974 и 1978. Свой последний матч за эту команду он провёл 5 июля 1982 года против Испании в Мадриде (0:0) на чемпионате мира 1982. Осенью 1982 года Бобби Робсон не включил Кигана в команду для участия в первом матче отборочного цикла против Дании. Футболист обиделся и заявил о прекращении международной карьеры.

### Тренерская карьера

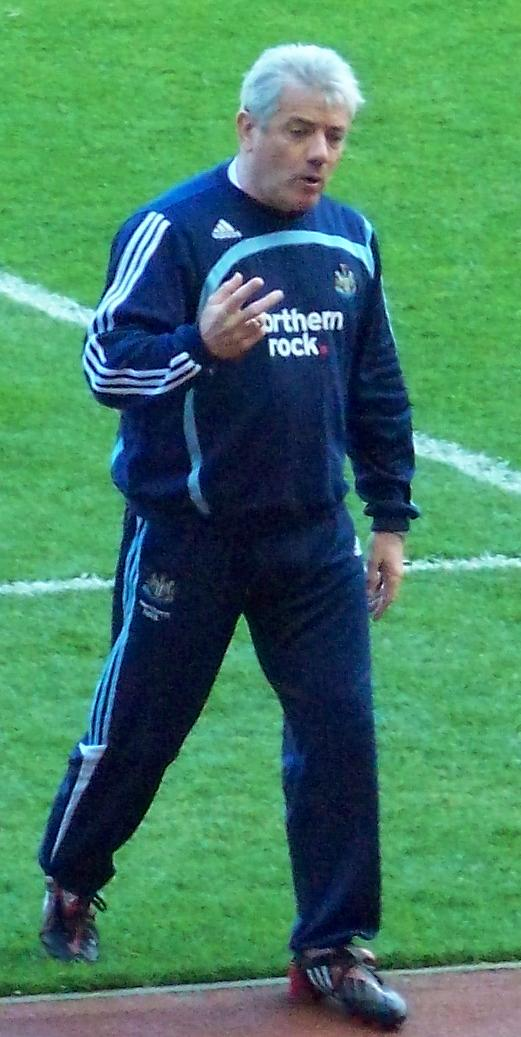
Киган на посту главного тренера «Ньюкасла»

После завершения карьеры футболиста Киган подрабатывал на телевидении и рекламе. В феврале 1992 года он решил вернуться в активную футбольную жизнь в качестве тренера. В 1992 Киган вывел «Ньюкасл» в Премьер-лигу, а в 1996 чуть было не выиграл её, но неожиданно ушёл из команды в начале 1997 года. В сентябре этого же года по приглашению Мохаммеда Аль-Файеда Киган занял пост технического директора «Фулхэма», а в 1998 возглавил эту команду, и именно тогда началось возрождение некогда великого клуба. В 1999 году Киган одновременно стал тренировать и сборную Англии, с которой не смог выиграть отборочный турнир, но попал на Чемпионат Европы 2000, победив в стыковом матче шотландцев, однако на самом европейском форуме родоначальники футбола не смогли преодолеть даже групповой этап. После поражение от немцев в первом матче следующего отборочного турнира Киган подал в отставку. В 2001 Киган возглавил «Манчестер Сити», однако кроме выхода в Премьер-лигу и окончания 16-матчевой безвыигрышной серии дерби против «Манчестер Юнайтед» ничего добиться с этой командой не смог. В 2005 Киган перестал тренировать «Сити», а в 2008 году вновь возглавил «Ньюкасл Юнайтед». 4 сентября 2008 года, 57-летний Киган был отправлен в отставку с поста главного тренера «Ньюкасла».

## Вне футбола
Записал три сингла, песня Head Over Heels in Love, записанная вместе с Крисом Норманом и Питом Спенсером («Smokie»), занимала 31 место в английских чартах и 10-е в германских.
Работал на телевидении.
В апреле 1991 был ограблен наркоманами.
Занимается благотворительностью.

## Достижения

### В качестве игрока
«Ливерпуль»
- Чемпион Англии (3): 1973, 1976, 1977
- Обладатель Кубка Англии: 1974
- Обладатель Суперкубка Англии (2): 1974, 1976
- Обладатель Кубка УЕФА (2): 1973, 1976
- Обладатель Кубка чемпионов: 1977

«Гамбург»
- Чемпион Германии: 1979
- Обладатель Кубка Германии: 1979
- Финалист Кубка чемпионов: 1980

Сборная Англии
- Победитель Домашнего чемпионата Великобритании (5): 1973, 1975, 1978, 1979, 1982

### В качестве тренера
«Ньюкасл Юнайтед»
- Победитель Первого дивизиона: 1992/93

«Фулхэм»
- Победитель Второго дивизиона: 1998/99

«Манчестер Сити»
- Победитель Первого дивизиона: 2001/02

### Личные
- Обладатель «Золотого мяча» по версии France Football (2): 1978, 1979
- Лучший бомбардир отбора к чемпионату Европы 1980 (7 голов)
- Футболист года по версии Ассоциации футбольных журналистов: 1976
- Игрок года по версии футболистов ПФА: 1982
- Символическая сборная Бундеслиги по версии Kicker (3): 1977/78, 1978/79, 1979/80[4][5][6]
- Футболист года в Европе (Onze d'Or) (2): 1977, 1979
- Член Зала славы английского футбола с 2002
- Входит в список «ФИФА 100» и Список величайших футболистов XX века журнала «World Soccer»
- Тренер месяца английской Премьер-лиги (5): ноябрь 1993, август 1994, февраль 1995, август 1995, сентябрь 1995